# Sabayés
Sabayés es una localidad y antiguo municipio de España, en la comarca de la Hoya de Huesca, que pertenece al actual municipio de Nueno en la provincia de Huesca. Situada en una pequeña colina a la falda de la sierra de Guara, cerca del Río Isuela, su distancia a Huesca es de 14 km.

## Geografía humana

### Demografía
| Gráfica de evolución demográfica de Sabayés entre 1842 y 1970 |
| |
| Población de derecho según los censos de población del INE Población de hecho según los censos de población del INEEntre el censo de 1857 y el anterior, crece el término del municipio porque incorpora a 225046 (Belsué) Entre el censo de 1981 y el anterior, este municipio desaparece porque se integra en el municipio 22163 (Nueno) |

### Localidad
Datos demográficos de la localidad de Sabayés desde 1900:
| 186                   | 195 | 162 | 186 | 184 | 126 | 104 | 75 | 38 | 31 | 29 | 29 | 33 |
| (Fuente: IAEST e INE) |     |     |     |     |     |     |    |    |    |    |    |    |

- Datos referidos a la población de derecho.

### Antiguo municipio
Datos demográficos del municipio de Sabayés desde 1842:
| 148           | 337 | 335 | 291 | 300 | 285 | 285 | 295 | 255 | 321 | 236 | 213 | 168 | 93 | -- | -- |
| (Fuente: INE) |     |     |     |     |     |     |     |     |     |     |     |     |    |    |    |

- Entre el censo de 1857 y el anterior, crece el término del municipio porque incorpora a Belsué.
- Entre el censo de 1981 y el anterior, desaparece el municipio de Sabayés, y se integra en el municipio de Nueno.
- Datos referidos a la población de derecho, excepto en los censos de 1857 y 1860, que se refieren a la población de hecho.

## Historia
- En marzo de 1099 el rey Pedro I de Aragón dio al monasterio de Montearagón la iglesia de "Savaies" (UBIETO ARTETA, Colección diplomática de Pedro I, nº. 62, p. 298)
- De realengo entre 1097 y 1158, por presentar tenentes (UBIETO ARTETA, Los Tenentes, p. 157)
- Entre 1228 y 1255 el rey Jaime I de Aragón y Fortún de Bergua convinieron que cuando el infante Alfonso llegase a ser rey y le pagase a Fortún dos mil morabetinos alfonsinos, Fortún de Bergua estaría obligado a restituir al rey el castillo de Sabayés (SINUÉS, n.º. 1562)
- El 18 de diciembre de 1255 el rey Jaime I de Aragón dio a Blas Maza de Bergua el castillo y villa de Sabayés (SINUÉS, nº. 1563)
- El 13 de junio de 1388 el rey Pedro IV de Aragón confirmó la donación de 1255 (SINUÉS, nº. 1563)
- En el siglo XVI era de Miguel Gurrea (DURÁN, Geografía, p. 74)
- En 1845 se le unen Belsué y Santa María de Belsué
- En 1972 se fusiona con Nueno y Nocito, en el municipio de Nueno, con capitalidad en Nueno. Decreto 1758/72, de 30 de junio (BOE Nº165, de 11-7).[6]

## Monumentos
- Parroquia dedicada a San Andrés
- Ermita de Nuestra Señora del Patrocinio

## Para ver
- Fuente de piedra de los ss. XVII-XVIII
- Necrópolis medieval